# Le Duel (film, 1941)
Pour les articles homonymes, voir Le Duel.
Pour plus de détails, voir Fiche technique et Distribution.
Le Duel est un film français réalisé par Pierre Fresnay et sorti en 1941. C'est l'unique film réalisé par le comédien.

## Résumé
Thérèse Jaillon ne supporte pas d'être délaissée par son mari, un aviateur célèbre, pour ses raids. Lorsqu'il échappe de peu à un accident, elle se sent coupable, ayant souhaité le voir mort lors d'une absence. Elle tombe amoureuse d'Henri Maurey, le chirurgien qui a sauvé son mari, lui-même épris d'elle. Elle lui résiste pourtant, sous l'influence de l'abbé Daniel, son confesseur, jusqu'au jour où elle se rend compte que Daniel, l'ecclésiastique, et Henri, l'esprit fort, sont frères et se détestent. Henri l'assure que Daniel n'agit pas tant au nom du sacrement du mariage que parce qu'il reste à son corps défendant attiré par les femmes, et notamment par elle. Thérèse est déchirée entre le devoir et l'amour. C'est alors que Jaillon se tue lors d'un tour du monde en avion. Le père Bolène, mentor de l'abbé Daniel, parvient à la faire sortir de sa catalepsie et lui conseille de partir se ressourcer dans les Alpes. Quand elle reçoit une lettre de demande en mariage d'Henri, qui visiblement la comble, elle revient demander conseil au père Daniel, mais celui-ci veut l'envoyer au convent plutôt que la voir épouser son frère. Le père Bolène le sermonne et le somme de bénir le mariage de Thérèse et d'Henri, et les deux frères se réconcilient.

## Fiche technique
- Titre : Le Duel
- Réalisation : Pierre Fresnay
- Scénario et dialogues : Henri-Georges Clouzot et Jean Villard, d'après la pièce éponyme d'Henri Lavedan
- Décors : Jean Bijon
- Photographie Robert Juillard et Christian Matras
- Musique : Maurice Yvain
- Son : Jacques Lebreton
- Montage : Bernard Séjourné
- Production : Raymond Borderie
- Société de production : Compagnie industrielle et commerciale cinématographique (CICC)
- Pays de production :  France
- Langue : français
- Format : Son mono - Noir et blanc - 35 mm  - 1,37:1
- Genre : Comédie dramatique
- Durée : 84 minutes
- Date de sortie :
- France - 11 janvier 1941[1]

## Distribution
- Pierre Fresnay : Abbé Daniel Maurey
- Yvonne Printemps : Thérèse Jaillon
- Raimu : Père Bolène
- François Périer : François
- Raymond Rouleau : Dr Henri Maurey
- Paul Demange : le speaker
- Anthony Carretier : Jaillon
- Nina Sinclair : la patiente
- Arlette Balkis
- Marfa Dhervilly
- Gabrielle Fontan : la gouvernante
- Georges Marceau
- Alexandre Mihalesco
- André Numès : le Fou
- Raymond Destac
- Simone Gauthier
- Manécanterie des Petits Chanteurs à la croix de bois
- Antoine Balpêtré : Bugnet, le constructeur

## Autour du film
« Le Duel (réalisé en 1939), unique tentative de Fresnay comme réalisateur, se substitua à un scénario promis par Jean Anouilh qui ne tint pas parole. Il fallut avoir recours à Clouzot pour dépoussiérer l'œuvre de Lavedan choisie comme pis-aller. Conscient de son emphase [...], Pierre Fresnay distribua les rôles soigneusement à Yvonne [Printemps], à Raymond Rouleau, à Raimu. Lui-même assumant, machoires crispées, les affres de l'abbé Daniel. La guerre étant là, ce faux pas fut vite oublié. »

— Olivier Barrot et Raymond Chirat, Noir & Blanc
Yvonne Printemps qui joue le rôle de Thérèse Jaillon a été la compagne de Pierre Fresnay de 1932 à la mort de ce dernier. 